# Friedhof (Bad Weißenstadt)

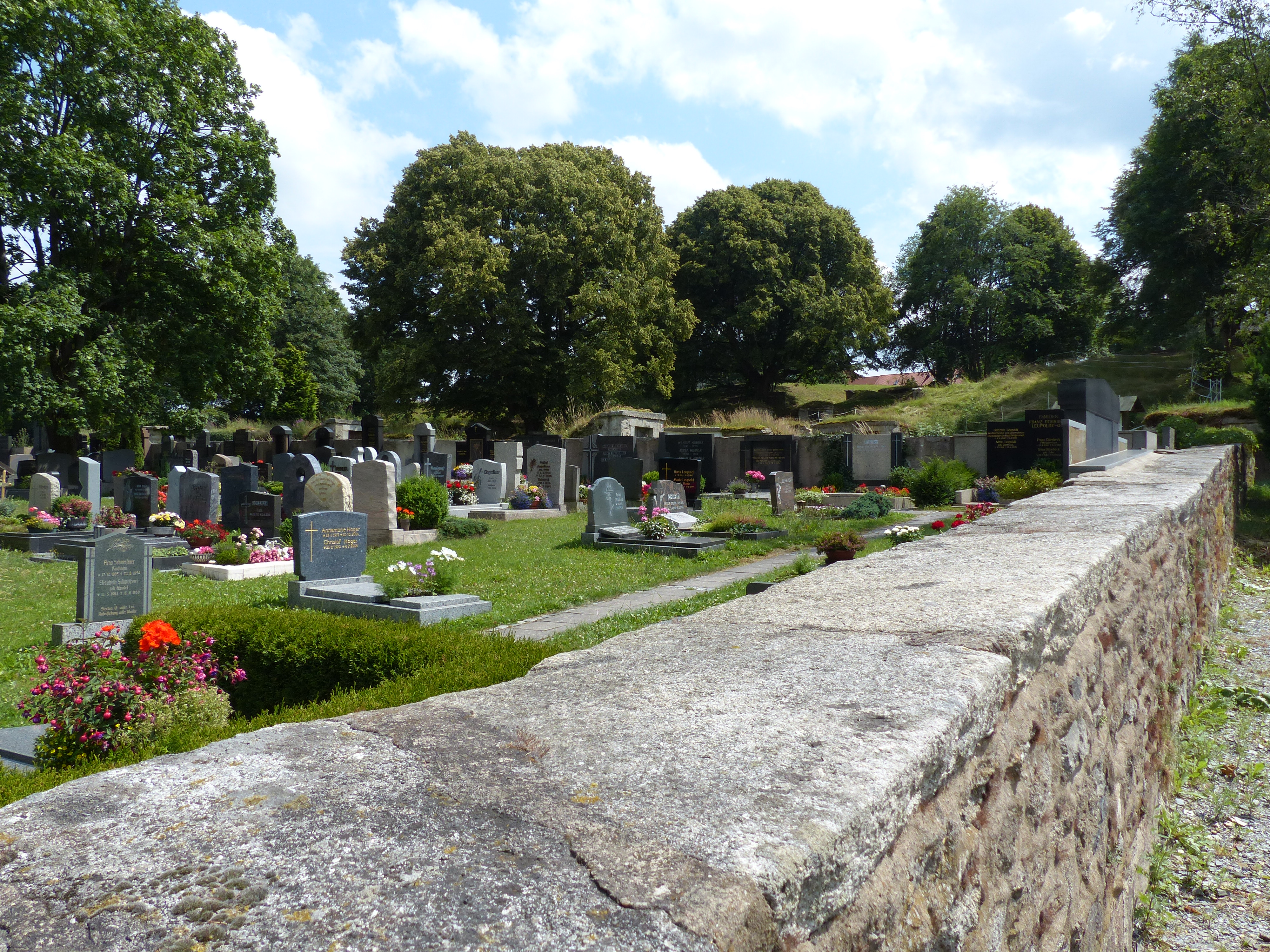
Friedhof mit Friedhofsmauer

Der Friedhof in Weißenstadt ist ein denkmalgeschützter Friedhof hinter der Friedhofkirche von Bad Weißenstadt.
An der Außenmauer der Friedhofskirche befinden sich seit 1910 zahlreiche befestigte Grabmale, die ursprünglich den Kirchenboden bedeckten oder auf dem Außengelände freigelegt wurden. Das älteste Grabmal stammt von 1575. Der Friedhof wurde mehrmals erweitert. Er wurde in einer Zeit angelegt, als sich das Areal noch außerhalb der Stadtmauern befand. Südlich und südwestlich der Kirche ist der Friedhof noch von der alten Friedhofsmauer umgeben. Hinter dem Friedhof schließt sich ein denkmalgeschütztes Ensemble von Felsenkellern an, die ab der Mitte des 18. Jahrhunderts entstanden sind. Der prominente Regisseur Peter Beauvais liegt auf dem Friedhof begraben.